# Die Blume von Hawaii (1933)
Die Blume von Hawaii ist eine deutsche Operettenverfilmung aus dem Jahre 1933 von Richard Oswald mit Martha Eggerth in der Hauptrolle. Die gleichnamige Operette von Paul Abraham, die anderthalb Jahre zuvor ihre Uraufführung erlebte, diente als literarische Vorlage.

## Handlung
Susanne Lamond, die in Paris als einfache Zigaretten-Verkäuferin in einem Kabarett ihren Lebensunterhalt verdient, weiß nicht, dass sie in Wahrheit eine hawaiische Prinzessin mit Namen Laya ist. Der Attaché Stone aus den Vereinigten Staaten verliebt sich in sie und folgt ihr, als Agenten der Befreiungsbewegung sie mit einem angeblichen Angebot, als Künstlerin auftreten zu können, nach Hawaii locken. Hier, so planen es die hawaiischen Nationalisten, soll sie mit einem Prinzen, dem Thronprätendenten Lilo Taro, verheiratet werden. 
Der amerikanische Gouverneur Harrison hat jedoch andere politische Pläne im Sinn und plant, den Prinzen mit seiner Nichte Bessy zu verheiraten, um so auch weiterhin den Anspruch der USA auf die Pazifikinseln zu untermauern. Bessy jedoch liebt Harrisons Sekretär Buffy. Als die Verschwörer Susanne ins alte Königsschloss entführen, wo eine große Trauungszeremonie stattfinden soll, stellt sich Susanne quer. Längst hat sie sich in den smarten Amerikaner verliebt und beide wollen heiraten. Sie verzichtet auf alle Thronansprüche und Titel und folgt ihm. Schließlich werden auch Bessy und Buffy ein Paar.

## Produktionsnotizen
Die Blume von Hawaii entstand zwischen Ende Dezember 1932 und Ende Januar 1933 und war damit Oswalds letzte Inszenierung während der Weimarer Republik. Die „Hawaii“-Aufnahmen entstanden an der Riviera. Der Film wurde am 21. März 1933 in Leipzig uraufgeführt, am 6. April 1933 war die Berliner Premiere.
Walter Zeiske übernahm die Produktions- und Aufnahmeleitung, Eugen Hrich sorgte für den Ton. Franz Schroedter entwarf die Filmbauten, Alfred Strasser hatte die musikalische Leitung. Fritz Löhner-Beda verfasste mit Alfred Grünwald das Libretto zu Paul Abrahams Kompositionen.
Folgende Musiktitel werden gespielt:
- Bin nur ein Jonny
- Blume von Hawaii
- Ein Paradies am Meeresstrang
- Heut’ hab’ ich ein Schwipserl
- Ich hab’ ein Diwanpüppchen
- Ich will Mädels seh’n
- Kann nicht küssen ohne Liebe
- My golden Baby
- My little Boy
- Will dir die Welt zu Füßen legen
- Wo es Mädels gibt, Kameraden

Die Musikstücke wurden im Alrobi-Musikverlag Berlin herausgebracht.

## Kritiken
Paimann’s Filmlisten resümierte: „Naiv gezimmertes und wirklichkeitsfernes Operettengeschehen in flüchtiger und übergangsloser Inszenierung, die seinen episodenhaften, undramatischen Charakter noch mehr hervortreten läßt. Selbst Abraham‘s lebendige, wirkungssichere Musik kommt nicht voll zur Geltung. Die Eggerth und Fidesser stellen gesangliches Können unter Beweis, können sich aber darstellerisch ebensowenig behaupten, wie das übrige Ensemble. Verebes hat wie immer seine Lacher.“

„Filme von Oswald sind im Grunde Filme über Rollen. Besonders variationsreich führt das DIE BLUME VON HAWAI vor; die von Martha Eggerth gespielte Susanne durchläuft immer neue, immer neues Verhalten erfordernde Situationen einer wunderbaren Karriere. Sie verkauft Zigaretten in einem Pariser Varieté, sie zeigt sich als Mätresse an der Seite eines amerikanischen Diplomaten, sie steppt mit professionellem Schwung zur Jazz-Musik, sie wandelt weltgewandt über Promenadendecks, sie genießt den Flair einer umschwärmten Schönheit, und sie entpuppt sich als Prinzessin von Hawaii. Es bleibt beim: als ob. Fest steht für Susanne nur, daß Hawaii zwar das Ziel ihrer Träume, die Existenz als Prinzessin einer Insel jedoch nicht der Sinn ihres Lebens ist.“

„Harmlose Adaption einer Operette von Paul Abraham.“